# Bailleul (Orne)
|  | Per a altres significats, vegeu «Bailleul». |

Bailleul és un municipi francès situat al departament de l'Orne i a la regió de Normandia. L'any 2007 tenia 614 habitants.

## Demografia

### Població
El 2007 la població de fet de Bailleul era de 614 persones. Hi havia 232 famílies de les quals 36 eren unipersonals (24 homes vivint sols i 12 dones vivint soles), 100 parelles sense fills, 88 parelles amb fills i 8 famílies monoparentals amb fills.
La població ha evolucionat segons el següent gràfic:
Habitants censats

### Habitatges
El 2007 hi havia 280 habitatges, 239 eren l'habitatge principal de la família, 23 eren segones residències i 17 estaven desocupats. 278 eren cases i 1 era un apartament. Dels 239 habitatges principals, 219 estaven ocupats pels seus propietaris, 18 estaven llogats i ocupats pels llogaters i 2 estaven cedits a títol gratuït; 1 tenia una cambra, 5 en tenien dues, 33 en tenien tres, 71 en tenien quatre i 129 en tenien cinc o més. 174 habitatges disposaven pel capbaix d'una plaça de pàrquing. A 73 habitatges hi havia un automòbil i a 149 n'hi havia dos o més.

### Piràmide de població
La piràmide de població per edats i sexe el 2009 era:
| Homes | Edats   | Dones |
| ----- | ------- | ----- |
| 4     | 95 o +  | 0     |
| 0     | 90 a 94 | 4     |
| 4     | 85 a 89 | 0     |
| 4     | 80 a 84 | 8     |
| 0     | 75 a 79 | 8     |
| 20    | 70 a 74 | 12    |
| 16    | 65 a 69 | 40    |
| 28    | 60 a 64 | 20    |
| 20    | 55 a 59 | 12    |
| 20    | 50 a 54 | 28    |
| 20    | 45 a 49 | 16    |
| 12    | 40 a 44 | 12    |
| 32    | 35 a 39 | 24    |
| 20    | 30 a 34 | 16    |
| 24    | 25 a 29 | 16    |
| 12    | 20 a 24 | 8     |
| 4     | 15 a 19 | 12    |
| 28    | 10 a 14 | 24    |
| 28    | 5 a 9   | 24    |
| 12    | 0 a 4   | 8     |

## Economia
El 2007 la població en edat de treballar era de 379 persones, 262 eren actives i 117 eren inactives. De les 262 persones actives 238 estaven ocupades (125 homes i 113 dones) i 24 estaven aturades (17 homes i 7 dones). De les 117 persones inactives 39 estaven jubilades, 36 estaven estudiant i 42 estaven classificades com a «altres inactius».

### Ingressos
El 2009 a Bailleul hi havia 249 unitats fiscals que integraven 653 persones, la mediana anual d'ingressos fiscals per persona era de 17.789 €.

### Activitats econòmiques
Dels 10 establiments que hi havia el 2007, 1 era d'una empresa extractiva, 2 d'empreses de fabricació d'altres productes industrials, 4 d'empreses de construcció, 1 d'una empresa de comerç i reparació d'automòbils, 1 d'una empresa d'hostatgeria i restauració i 1 d'una empresa de serveis.
Dels 4 establiments de servei als particulars que hi havia el 2009, 1 era un paleta, 1 lampisteria, 1 electricista i 1 empresa de construcció.
L'any 2000 a Bailleul hi havia 14 explotacions agrícoles que ocupaven un total de 882 hectàrees.

## Poblacions més properes
El següent diagrama mostra les poblacions més properes.